# かみちゃまかりん
『かみちゃまかりん』は、コゲどんぼによる漫画、およびそれを原作としたテレビアニメ作品。略称は「かみかり」。

## 概要
少女漫画雑誌「なかよし」（講談社）で2002年12月号から連載された。コミックスは全7巻。当初は読み切りの前後編だったが、後に連載化されている。2006年6月号より『かみちゃまかりんchu』（かみちゃまかりんチュ）に改題し続編を連載。こちらの略称は「かみchu」「かみかりchu」など。
2007年4月からテレビ東京系にてアニメ化された。またそれに合わせて、「コミデジ+」（フレックスコミックス / ソフトバンククリエイティブ）のvol.7からvol.9にて番外編となる『かみちゃまかりん+』（かみちゃまかりんプラス）の連載が行われた（ただし、vol.9に掲載された最終話が、不手際によりページの順番がバラバラになっていたので、vol.10でお詫びマンガの掲載と共に再掲載されている）。
なお、連載終了後も「なかよしラブリー」（講談社）で番外編が不定期掲載されていた。

## 登場人物
各人物の神化の姿のデザインについては原作コミックもしくはアニメ版を参照に記述。

### 『かみちゃまかりん』から登場した人物
花園 花鈴（はなぞの かりん）
声 - 中原麻衣
主人公の少女。聖英学院桜ヶ丘中学部1年生。7月3日生まれ。かに座。O型。身長155cm。両親を小さい頃に亡くしており、伯母の元で育てられた。勉強も運動もあまり得意とは言えずいつも伯母に怒られ、最愛のペットであるしーちゃんを心の支えにしていたが、亡くなってしまう。現在は和音の家で暮らしている。
ある日、両親の形見である指輪の力で「神さま」になってしまう（＝神化）。神化する時のセリフは、「アイ アム ゴッド!!」。力を借りている神は［アテナ（知恵の女神）］、［アフロディテ（愛の女神）］（『chu』より）。
姫香とは親友で、和音と共に姫香を守るために烏丸と戦う。いつもつけている髪飾り（『chu』では羽が付いている）は姫香から貰ったもの。
明るく前向きな性格。伯父さんから教わった空手が得意である。
無印ではコロッケと称して未確認生物を作ってしまい和音と姫香を驚愕させていたが、『chu』になると、和音と自分の食事を作れるようになるなど、上達している。
趣味は漫画を描くこと。『chu』において、ボーイズラブ漫画をこっそりと描いて隠していたことが発覚した。
実は九条和人の妻、九条鈴花であり、姫香の母親だった。和音とは生まれる前からの夫婦ということになる。ただし、和音が九条教授のコピーなのに対して、花鈴はコピーではなく実験体であり、指輪の力によって若返ったとされている。『chu』で語られた未来では、和音と結婚していて鈴音という子供がいる（未来の花鈴はカオスの種に色々と手を尽くしていて忙しいので、今の花鈴たちのところへ鈴音を預けている）。新しい未来では、受験に受かり高校生になった。
外見（神化後）
- アテナの姿

武器は槍で、先端に花の蕾とオリーブの実と葉がついている。アニメと原作ではクロノスの時計、神化の指輪、武器、神化服と花鈴の神化のときの髪型が多少違う。
- ゴッドサンダー

アテナの姿での必殺技。槍の先から電撃を放つ。アニメ第3話では謎の黒い女神を攻撃しようとしたのが初使用だったが、このときはなぜか不発で終わった。
- アフロディーテの姿

『chu』にて登場（アニメでは1、8話に登場）。鈴音が持っていた指輪で神化した姿。しかし、8話での初変身時は力の暴走に振り回され制御できず、最後は鈴音と激突して双方とも気を失い、結局カオスの種を打ち砕くことはできなかった。1話については後述のアニメでの設定で記述している。
- ガイアの姿

最終回においてゼウスの指輪の力に憑依されたキリオに自分の指輪を破壊された花鈴が、みちるが持っていた指輪を借りて神化した姿。そのまばゆいばかりの力でゼウスの指輪の力を打ち払っただけでなく、和音にも最後の力を授けた。アニメ版のデザインはこげどんぼによるものに変更されている。
アニメでの設定
1話冒頭ではカオスの種を打ち砕くため、和音、みちる、神、鈴音とともに戦っていたが、クロノスの時計がカオスの種の攻撃を受けたためにクロノスの時計が故障し、時空の狭間に飛ばされ、戦線離脱してしまう。しかし最終回のエピローグで和音と偶然再会し、その時に時空間がタイムトンネルでつながっていたため元いた時代に帰還し戦線に復帰した。
九条 和音（くじょう かずね）
声 - 沢城みゆき
聖英学院桜ヶ丘中学部1年生、花鈴が伯母と暮らしている時に出会った少年。2月1日生まれ。みずがめ座。A型。左利き。ルックスが良くクールで、学園では「和音ーズ」というファンクラブが出来るほどの人気がある。ただし、虫が大嫌いで気絶することもある。アニメ第8話では小さい頃巨大カマキリ（着ぐるみを着た花鈴）を見たことがトラウマになり、カマキリが一番嫌いだということになっている。
虫が嫌いなのは、幼い頃に姫香と一緒に森に遊びに行った時、姫香が虫に襲われそれを追い払おうとした時に落とし穴に落ち、色々な虫に襲われたことがきっかけとされている。
花鈴と同じく神化する。力を借りている神は［アポロン（太陽神）］、神化のセリフは、「エゴ スム デウス!!」『chu』では三貴神の1人［ウラヌス（天空神）］。
男尊女卑発言などが多いため花鈴とはよく喧嘩になるが、素直になれないだけで、花鈴を誰よりも大切に思っている。
神化用に改造されているが中途半端な体だったため、神化した際に発揮可能な能力は相当高いものの、それを長時間持続させることはできず、また神化後には倒れてしまう（『chu』では少し楽になったらしい）。神化するのを嫌がっているが、花鈴を守るためにも続けている。
小学生の頃は弓道部に所属しており、弓道はじめ武道の心得がある。成績も優秀で学年で5番以内には入っている。
今と正反対に幼い頃は気が弱く、いじめられては姫香にあだ討ちしてもらっていたほどであったが、ある事実と自分の正体を知ったことで、姫香に「強くなる」と誓い、それからどんどん変わっていった。花鈴と出会う前から、花鈴と姫香の2人を守ろうとする意思は強かったようである。
また、幼い頃には、ひょんな事でタイムスリップした花鈴と出会った事がある 。この時は今の和音とは違い非常に素直でかわいい性格で、カメラの件がきっかけで花鈴と仲良くなり、懐いていた。この時の和音も、花鈴に強い好意を抱いていたと思われる（ただし、現代の和音は幼い頃に出会った少女が花鈴本人である事を知らない上、花鈴もその時に出会った男の子を和音とは思っていなかった）。
酒に弱く、子供用シャンパンや、酒のにおいだけで酔ってしまう。一度そうなると何をしだすかわからないため、かなり危険。最近は年齢制限ギリギリの行動をとる恐れがある。嘘をつくとき（原作では無理をしているとき）には右斜め下をみる癖がある。
実は九条和人の思念と身体をコピーしたクローン（ただし和人としての記憶は一部しかない）であり、姫香の父親。娘である姫香と妻であった花鈴を守ろうとしている。自身がクローンであることにコンプレックスがある（みちるに「コピーなのだから。」と言われたときも、すぐにその場から去ってしまった）。『chu』で語られた未来では、最初和音は誰か女の人と出て行ったと言われていたが、後に、実は戦いで力を使い果たし衰弱していき、鈴音が生まれてすぐ死亡していることが明らかになった。父の跡を継ぐために、みちると男子校に進学し、新しい未来では花鈴と結婚した。
外見（神化後）
- アポロンの姿

武器は弓矢と自分の背丈ほどある杖。

- ウラヌスの姿

アニメでの設定
1話では三貴神の一人として登場。また最終回ではゼウスの指輪の破壊に成功したものの、その後なぜか行方不明になってしまっている。
九条 姫香（くじょう ひめか）
声 - 下屋則子
和音の従兄妹とされている、おっとりしていて優しく可愛らしい美少女。3月14日生まれ。うお座。AB型。少々天然ボケだが料理が得意。和音とは反対で虫が大好き。好きな食べ物はカツ系統のおかず。口調もゆっくりしていて、少々語尾をのばして話したりする。新シリーズ第0話でイギリスへ留学に旅立った。
和音曰く「半分」の存在で、キリオ達の元にいる妃路の半身。そのせいでキリオに狙われていた。妃路と姫香の2人は連動しており、妃路の体調が良くなると姫香の体調が悪くなる。幼い頃はかなり男勝りだったらしく、和音を守っていじめっ子と喧嘩したりしていた。
和音には特別な強い想いを抱いており、自分のためにいつも無茶をする和音を常に心配していた。『chu』では3巻の最後にイギリス留学から帰ってきた。しかし、烏丸リカらによって、連れ去られてしまう。
実は九条和人と九条鈴花の間の娘であり、和音と花鈴の娘ということになる。九条教授の研究成果が刻まれている。烏丸桐彦の復活とゼウスの指輪の再生に必要らしい。
アニメでの設定
アニメ第13話では花鈴、和音がプレゼントとして買ってきたペンダントをもらった。また、このペンダントは妃路が同じ日にもらったペンダントと合わさる形の半円形になっている。
烏丸 キリオ（からすま キリオ）
声 - 浅沼晋太郎
花鈴達が通う学園の生徒会長。霧火の双子の兄で、妃路の母親違いの兄。5月8日生まれ。おうし座。AB型。母親違いの妹である妃路を守るのが目的であり、それに不必要な存在である花鈴、和音、姫香を狙い続け戦闘を仕掛けていた。眼鏡をかけているため、花鈴には「メガネっ子」と呼ばれ、逆に花鈴のことは「素人神」と呼ぶ。（ただし初登場時は「神様」と呼んだ。）花梨に「○○メガネっ子」と呼ばれると「○○メガネっ子ではない、烏丸キリオだ」と言い返す癖がある。
花鈴達を追い詰めるためには手段を選ばず、隙のない性格と思われたが、『かみちゃまかりん』の後半からは早とちりして1人で慌てたり、妹である霧火にからかわれるという一面も見せる。力を借りている神は［アレス（戦闘神）］。カラスを飼っている。『chu』ではリカが持って来た指輪を使い「新アレス」になった。
未来から来たリカ（妃路）に霧火が未来で死亡していることを聞き、霧火を助けるため（守るため）、闇の三貴神として花鈴たちと戦う。実は未来でキリオ（キリオが先に死亡）も死亡しており霧火もキリオと同じ病気で死亡する。桐彦が二人が幼い頃に神化実験のため色々いじってしまった事から死亡するらしく、医者でも治せない病なため桐彦ではないと治せないらしい。だが、和音が学者になって、新しい未来で治すと約束した。
外見（神化後）
- アレスの姿

武器は大鎌。

アニメでの設定
最終回で戦いを終えた後は花鈴たちと和解し、生徒会長を続けている。
烏丸 霧火（からすま きりか）
声 - 甲斐田ゆき
5月8日生まれ。おうし座。AB型。キリオの双子の妹で、妃路の母親違いの姉。花鈴が同性（女性）とは知らずに思いを寄せていた。力を借りている神は［ニュクス（夜の女神）］。穏やかな性格をしているが、時折影がある。花鈴たちとの戦いに関しては疑問を抱いているが、兄・キリオのために戦う道を選んだ。母親違いの妹・妃路と神化にたった一人の兄を取られたようで複雑な心中で葛藤している。そのため異性とでも堂々と渡り合える花鈴には同性として尊敬していた。『かみちゃまかりん』後半ではキリオへの毒舌っぷりが目立つ。男装しているため、一人称は僕。ちなみに男装している時は男に見えるように化粧をしている。
外見（神化後）
- ニュクスの姿

アニメでの設定
3話では神化した姿で「謎の黒い女神」として登場し、花鈴たちの前に何度も立ちはだかった。17話にて霧火自らその正体を告白した。
ニャケ / しーちゃん
声 - 加藤奈々絵
花鈴が昔飼っていた猫の「しーちゃん」とそっくりだが、その正体は女神である［ニケ（勝利の女神）］。しーちゃんの中に隠れていたが、しーちゃんが死んだ時に出てきた。花鈴に力を貸し、神化をすると盾になる。語尾に「××しー。」と付けるのが口癖。
アニメでの設定
アニメではサブタイトルコールを行っている（アニメのサブタイトルは「だしー」で終わる。）。ただし最終回ではEDの冒頭に登場しただけで、台詞は一切なかった。
錦織 みちる（にしきおり みちる）
声 - 石田彰、川庄美雪（6歳の頃）
イギリスからの転校生。ハーフという設定だが、父親と母親のどちらが外国人なのか不明。4月13日生まれ。おひつじ座。AB型。15歳だが1年間入院していたため、花鈴達と同じ学年。かつて交通事故に遭遇し両親を失いみちる自身も大ケガを負った。その際にみちるは和音の父親である九条教授に助けられ、またその後も教授の世話になることがあったため、教授と容姿の似ている和音に興味を持っていた。外国育ちのためかあけっぴろげで、挨拶と称して和音にキスをして殴られたこともある。男女構わず誰とでも仲良くしようとする。明るくオープンな性格で、トラブルメーカー的存在でもあるが、本心をなかなか明かさないシリアスな面を見せる。オッドアイだが生まれつきのものではなく、交通事故に遭遇した時に左目が潰れたため、九条和人が作ったクローンの眼を移植したためオッドアイになった。自分の命を救ってくれた九条教授に少々心酔しているようで、彼から貰った指輪を大切にしている（最終回では自分の指輪を失った花鈴から指輪を借りてもらい、その指輪が花鈴の新たな姿への布石となった）。和音と同じく「ミッチリアン」という親衛隊がいる。
『かみちゃまかりん』では神化できなかったもの（アニメでは1話と8話（シルエットのみ）、最終回で神化した姿が登場している）の『chu』ではそれを果たした。ちなみに『かみちゃまかりん』でみちるの指輪を使って花鈴が神化した際、女物の服だった。力を借りているのは三貴神の1人である海の神［ネプチューン］。力を借りている神は海の神だが泳げない。
『chu』で語られた未来では、戦いの中で和音よりも先に命を落としている。そのことを和音から聞き、未来を変えるために三貴神をやめる道を一度選んだが、教授の遺言から再び戦線復帰した。だが、花鈴と和音を守るため未来どおり命を亡くしたが、新しい未来では和音と花鈴の結婚式に出席しているため、命に別状はないと思われる。
どきどき!たまタンのたまタンは未来でできた実の娘である。
外見（神化後）
- ネプチューンの姿

アニメでの設定
実は初登場は1話であり、このときは三貴神の一人として登場。9話で再登場した。
李 美永（イ ミヨン）
声 - 村井かずさ
花鈴のクラスメイトで、姫香とは小学校からの友達。コリア（韓国）出身で母親と暮らしている。優生とは幼馴染で、彼を大事に思っている。父親は忙しく、あまり会えないらしい。
優生の家が大火事になったとき遊びに来ていたらしく意識不明の状態だが、新しい未来でみちると同じく花鈴達の結婚式に出席しているため、命に別状はないと思われる。
桜井 優生（さくらい ゆうき）
声 - 吉野裕行
花鈴のクラスメイト。ヴァイオリンが得意で、美永とは幼馴染であると同時に、彼女を大切に思っている。キリオ達が持つ謎の黒い指輪を光らせたことで、キリオ達に狙われたこともあった。『chu』では家族を大火事で亡くしてしまい、リカにお父様の復帰を手伝って、お父様に美永ちゃんを助けてもらうからと言われたため、キリオ達の仲間になった。ちなみに花鈴たちを恨んでいるわけではない。
烏丸 妃路（からすま ひめか）
声 - 吉住梢
キリオ達と一緒に住んでいる女の子。キリオと霧火の母親違いの妹。姫香の「半分」らしい。姫香が元気だと妃路が弱る。姫香よりも年下に見えるが、実年齢は不明。『chu』にも少しだけ登場している。
アニメでの設定
アニメ13話ではキリオ、霧火がプレゼントとして買ってきたペンダントをもらった。また、このペンダントは姫香が同じ日にもらったペンダントと合わさる形の半円形になっている。最終回ではサブタイトルコールを担当した。
愛美（あみ）
原作にのみ登場。イギリスに住んでいる。みちるの昔からの友達。方向音痴。誰かに頼まれ、神化について記されたノートを持ってきた。和音と花鈴のキスをした現場を目撃したことから、花鈴のことを「ハレンチメイド」と呼んでいた（その時花鈴がエプロンを着ていたためだと思われる）。お嬢様口調。
九条 和人（くじょう かずと）
声 - 千葉進歩
故人。イギリスで大学教授をしていた、和音の父親とされている人物。和音とは対照的に明るくてほがらかで女性にも優しい人だったらしい。みちるに尊敬されている。
実は和音の父親ではなく、妻であった鈴花（=花鈴）や一人娘の姫香を守るために作ったクローン的存在が和音だった。その際、自分自身だからと神化用に強化改造した。
アニメでの設定
1話では「九条の声」とクレジットされており、声は志村知幸が担当した。
烏丸 桐彦（からすま きりひこ）
声 - 桐井大介
故人。キリオ、霧火、妃路の父親。九条教授と同期で親友であったが、研究成果をめぐり対立した。ゼウスの指輪に思念を封じていた。『chu』では、鈴花と同じように久我神として生きていることが分かった。
和佐（かずさ）（初登場時は「謎の少女」とクレジット）
声 - 宮崎羽衣
和音の妹。頭にうさ耳を付けている。力を借りている神は［アルテミス（月の女神）］。和音の代わりに花鈴を助けたことも。姫香にそっくりな顔をしている。
普段は、和音のペットとして鳥の姿をしている。和音と同じく、神化研究から生まれた。
キューちゃん
声 - 赤城進
九条家に仕えている老執事。
実は九条和人の父親で、姫香の祖父にあたる人物。

### 『かみちゃまかりんchu』から登場した人物
鈴音（すずね）
声 - こやまきみこ
和音と花鈴の未来の子供（息子）。容姿は子供の頃の和音と、目は花鈴と瓜二つである。うさみみが付いた服を着ている。和音と花鈴のことを「パパ、ママ」と呼ぶ。
未来の2人を助けるために、クロノスの時計と新たな指輪を持って未来の花鈴によって送られてきた。
アニメでの設定
1、8、22話と最終回に登場（最終回では台詞なし）。
原作では『chu』第1話で和音が寝ていたベットに突然現れて登場したのに対し、アニメでは8話で、花鈴が走って転んだ鈴音を見かけ、声をかけたことで出会ったなど、花鈴との初対面が違っている。アニメの1話冒頭では最初から花鈴たちと一緒にいる。
久我 神（くが じん）
声 - 鈴木達央
人気急上昇中の売れっ子アイドル。10月4日生まれ。てんびん座。B型。
ことあるごとに和音と対立する。力を借りている神は三貴神の1人である［ハデス（冥府の神）］。裕福な家の子供だが、父親に認めてもらえず、親の屋敷に入れて貰えないため敷地内の掘っ立て小屋で一人貧しい暮らしをしている。一人称は俺様（常にではない）で、高飛車な性格をしているが、花鈴への恋路は和音には敵わないことや自分の生い立ちのことなど劣等感は強いようだ。負けず嫌いでもある。母親は行方不明。母親の血縁関係に烏丸桐彦が関係していると思われる。
実は花鈴が九条鈴花であるように、久我神は烏丸桐彦であるらしい。未来では戦いの末、記憶喪失になってしまったと言われている。
外見（神化後）
ハデスの姿

アニメでの設定
1、7、14話と最終回に登場（最終回では台詞なし）。このときは三貴神の一人として登場。
烏丸 リカ（からすま リカ）
声 - 吉住梢
カオスの種を仕掛けてくる、謎の女の子。花鈴が持っているクロノスの時計と文字盤が逆で、黒い羽が付いている時計を持っている。黒髪縦ロールで、上に薔薇と蝶が乗っている。キリオのことをお兄様と呼んでいる。ちなみに「リカ」の名前の由来は自分の姉・霧火から取ったもの。
実は、姫香の半分、キリオと霧火の母親違いの妹の妃路の未来の姿。未来の霧火を助けるため、「お父様」の復活のため姫香を狙う。
アニメでの設定
1話でゲスト出演。カオスの種でクロノスの時計を攻撃したことで花鈴から神化の力を奪い、過去へ飛ばした。
堤 信玄（つつみ しんげん）
キリオ達の仲間（リカに惚れて仲間になった）。優生と同じ部活に入っている。

### 周りの人々
和音ーズ（かずねーズ）
声 - 池田千草、寿美菜子、小幡記子、坂元奈月
和音の親衛隊。計4人。かなり怖い。下級生にもいる。花鈴を一方的にライバル視している。　
ミッチリアン
声 - 豊崎愛生、川庄美雪、佐藤聡美、田中晶子
みちるの親衛隊。計4人。男の子も入っている。
Jin's（ジーンズ）
神の親衛隊。アニメには未登場。

## 神化について

### 神化の指輪
神化するために使う指輪は、九条和音の父親（九条和人）が作り出した小型装置。ある条件（両親がいないこと、神化の指輪を持っていること、十代であること）が揃うと人間の第六感を引き出す。

### 神化するキャラクター
- 花園花鈴
- 九条和音
- ニャケ（ただし神化というよりは神の武器化である）
- 烏丸キリオ
- 烏丸霧火
- 和佐
- 錦織みちる
- 久我神

## 書誌情報

### かみちゃまかりん
KCデラックス
かみちゃまかりん（1）ISBN 4-06-334759-1 （2003年9月5日発売）
かみちゃまかりん（2）ISBN 4-06-334830-X （2003年12月5日発売）
かみちゃまかりん（3）ISBN 4-06-334858-X （2004年3月5日発売）
かみちゃまかりん（4）ISBN 4-06-334895-4 （2004年7月2日発売）
かみちゃまかりん（5）ISBN 4-06-334951-9 （2004年12月6日発売）
かみちゃまかりん（6）ISBN 4-06-372005-5 （2005年4月30日発売）
かみちゃまかりん（7）ISBN 4-06-372108-6 （2005年12月6日発売）

### かみちゃまかりんchu
なかよしKC
かみちゃまかりんchu（1）ISBN 4-06-364119-8 （2006年9月6日発売）
かみちゃまかりんchu（2）ISBN 4-06-364133-3 （2006年12月28日発売）
かみちゃまかりんchu（3）ISBN 978-4-06-364145-5 （2007年4月6日発売）
かみちゃまかりんchu（4）ISBN 978-4-06-364152-3 （2007年7月6日発売）
かみちゃまかりんchu（5）ISBN 978-4-06-364163-9 （2007年9月20日発売）
かみちゃまかりんchu（6）ISBN 978-4-06-364175-2 （2008年2月6日発売）
かみちゃまかりんchu（7）ISBN 978-4-06-364188-2 （2008年7月4日発売）
プレミアムKC
かみちゃまかりんchu（1）特装版 ISBN 4-06-362063-8 （2006年9月6日発売）
かみちゃまかりんchu（2）特装版 ISBN 4-06-362072-7 （2006年12月28日発売）
かみちゃまかりんchu（3）特装版 ISBN 978-4-06-362076-4 （2007年4月6日発売）
かみちゃまかりんchu（4）特装版 ISBN 978-4-06-362083-2 （2007年7月6日発売）
かみちゃまかりんchu（5）特装版 ISBN 978-4-06-362093-1 （2007年9月20日発売）
かみちゃまかりんchu（6）特装版 ISBN 978-4-06-362099-3 （2008年2月6日発売）
かみちゃまかりんchu（7）特装版 ISBN 978-4-06-362116-7 （2008年7月4日発売）

## テレビアニメ
2007年4月6日より同年9月28日まで、テレビ東京系にて毎週金曜日17時30分 - 18時00分（アニメ530枠前半）に放送。
地上アナログ放送では16:9のレターボックスサイズでの放送。地上デジタル放送、BSジャパンでは16:9フルワイドで放送しているがハイビジョンではなく標準画質なので「HV」マークは出ていない。アナログ・デジタル双方とも字幕放送対応。全26話。

### スタッフ
- 原作 - コゲどんぼ（講談社「なかよし」連載『かみちゃまかりん』・『かみちゃまかりんchu』）
- 企画 - 古川陽子、佐藤道明
- 監督 - 安濃高志
- シリーズ構成 - 柿原優子
- キャラクターデザイン - 篠原健二
- ゲストキャラクターデザイン - 青井小夜
- 小物デザイン - 宮本崇
- 総作画監督 - 石橋有希子、野口孝行
- 美術監督 - 春日礼児
- 色彩設計 - 木村聡子
- 撮影監督 - 岩崎敦
- 編集 - 中川綾子
- 音響監督 - 明田川進
- 音楽 - 辻陽
- 音楽制作 - ランティス
- 音楽プロデューサー - 伊藤善之、斎藤滋
- プロデューサー - 吉野文、高橋知子、高畑裕一郎
- アニメーションプロデューサー - 兼坂勝利
- アニメーション制作 - SATELIGHT
- 製作 - TVTOKYO、NAS、PONY CANYON

### 主題歌
オープニングテーマ「暗黒天国」（第1話 - 第26話）
作詞 - 宝野アリカ / 作曲・編曲 - 片倉三起也 / 歌 - ALI PROJECT
エンディングテーマ
「アネモネ」（第1話 - 第13話）
作詞・作曲 - micco / 編曲 - 菊池達也 / 歌 - 中原麻衣
「空中迷路」（第14話 - 第26話）
作詞 - micco / 作曲・編曲 - 菊池達也 / 歌 - marble
- 最終回は歌詞2番が流された。

### 各話リスト
サブタイトルは「だしー」で終わり、サブタイトルコールはしーちゃん/ニャケが行う（ただし、最終回のみサブタイトルコールは妃路が行った）。
| 話数 | サブタイトル                       | 脚本     | 絵コンテ          | 演出            | 作画監督                                                     | 放送日        |
| ---- | ---------------------------------- | -------- | ----------------- | --------------- | ------------------------------------------------------------ | ------------- |
| 1    | 花鈴ちゃんのふしぎな指輪だしー     | 柿原優子 | 安濃高志          | 安濃高志        | 臼田美夫                                                     | 2007年 4月6日 |
| 2    | 花鈴ちゃん、かみちゃまに変神だしー | 柿原優子 | 夕澄慶英 山口武志 | 清水一伸        | 清水智子、栗原学 服部憲知                                    | 4月13日       |
| 3    | 姫香ちゃんの秘密だしー             | 広田光毅 | 柳瀬雄之          | 柳瀬雄之        | 輿石暁                                                       | 4月20日       |
| 4    | しーちゃんとの再会だしー           | 竹内利光 | 泉明宏            | 泉明宏 浅見松雄 | 青鉢芳信 増谷三郎                                            | 4月27日       |
| 5    | 和音くんの中間テスト大作戦だしー   | 竹内利光 | 山崎茂            | 山崎茂          | こかいゆうじ                                                 | 5月4日        |
| 6    | どすこい、恋する学園祭だしー       | 広田光毅 | 池田重隆          | 池田重隆        | 張誠浩                                                       | 5月11日       |
| 7    | はっけよい、踊る学園祭だしー       | 柿原優子 | 木宮茂            | 清水一伸        | 栗原学、服部憲知 清水智子                                    | 5月18日       |
| 8    | 指輪が消えちゃったんだしー         | 柿原優子 | 須永司            | 安濃高志        | 臼田美夫                                                     | 5月25日       |
| 9    | なぞの転校生、かっこいいんだしー   | 広田光毅 | 福冨博            | 黒田晃一郎      | 山本道隆、井上義勝 宮下雄次、栗原基彦                        | 6月1日        |
| 10   | ミッチーのドキドキ温泉ツアーだしー | 竹内利光 | 柳瀬雄之          | 柳瀬雄之        | 輿石暁                                                       | 6月8日        |
| 11   | 不思議な光でぴったんこだしー       | 竹内利光 | 渡辺浩成          | 長尾粛          | 田中保、臼田美夫 輿石暁                                      | 6月15日       |
| 12   | アデュー、花鈴ちゃんの初恋だしー   | 広田光毅 | 山崎茂            | 山崎茂          | こかいゆうじ                                                 | 6月22日       |
| 13   | 和音くんとラブラブデート!?だしー   | 柿原優子 | 木宮茂            | 斉藤博子        | 中野彰子                                                     | 6月29日       |
| 14   | 渚だしー                           | 広田光毅 | 政木伸一          | 山田徹          | 向山祐治、佐久間健 藤田正幸                                  | 7月6日        |
| 15   | サマータイムブルースだしー         | 竹内利光 | 森田稔            | 森田稔          | 臼田美夫                                                     | 7月13日       |
| 16   | プレゼントは謎の指輪だしー         | 柿原優子 | 柳瀬雄之          | 柳瀬雄之        | 輿石暁                                                       | 7月20日       |
| 17   | 霧火先輩の告白だしー               | 柿原優子 | 長尾粛            | 長尾粛          | 宮下雄次 栗原基彦                                            | 7月27日       |
| 18   | ライバルは和音王子だしー           | 竹内利光 | 西澤きぬこ        | 山田徹          | 藤田正幸                                                     | 8月3日        |
| 19   | 愛の劇場、待ったなしだしー         | 広田光毅 | 奥村吉昭          | 山崎茂          | こかいゆうじ                                                 | 8月10日       |
| 20   | ミッチー、いらっしゃ〜い♪だしー    | 広田光毅 | 福島一三          | 斉藤博子        | 中野彰子                                                     | 8月17日       |
| 21   | 姫香ちゃんと占いメガネっ子だしー   | 竹内利光 | 石田暢            | 小野田雄亮      | 臼田美夫                                                     | 8月24日       |
| 22   | 和音くん?とお祭りだしー            | 柿原優子 | 西澤きぬこ        | 山田徹          | 向山祐治、藤田正幸 佐久間健                                  | 8月31日       |
| 23   | 烏丸さんち、お宅はいけんだしー     | 竹内利光 | 柳瀬雄之          | 柳瀬雄之        | 輿石暁                                                       | 9月7日        |
| 24   | あっちもこっちもメガネッ子だしー   | 広田光毅 | 福島一三          | 斉藤博子        | 中野彰子                                                     | 9月14日       |
| 25   | ゼウスの指輪の迷宮だしー           | 柿原優子 | 山崎茂            | 小野田雄亮      | こかいゆうじ                                                 | 9月21日       |
| 26   | 時空の迷い子たち                   | 柿原優子 | 安濃高志          | 森田稔          | 臼田美夫、柳昇希 石橋有希子、野口孝行 こかいゆうじ、篠原健二 | 9月28日       |

### 放送局
| 放送期間（または、放送体制） | 放送時間           | 放送局                                                 | 対象地域 | 備考           |
| ---------------------------- | ------------------ | ------------------------------------------------------ | -------- | -------------- |
| 2007年4月6日 - 9月28日       | 金曜 17:30 - 18:00 | テレビ東京（製作局）を含めた テレビ東京系列地上波全6局 | 日本国内 |                |
| 2007年4月10日 - 10月2日      | 火曜 19:00 - 19:30 | BSジャパン                                             | 日本全域 | BSデジタル放送 |
| 遅れネット                   | 不詳               | AT-X                                                   | 日本全域 | CS放送         |

### 原作とアニメの相違点
- アニメ化するにあたり、『かみちゃまかりん』に当時なかよしで連載されていた『かみちゃまかりんchu』の要素を含めるなど、一部設定に変更がなされている。
- 最終回でのガイアの神化服のデザインが変更されている（詳細は前述のとおり）。

### 商品展開に関して
少女向けの変身ヒロインもの作品のアニメ化で放送枠も平日夕方などの全日帯、しかも玩具として商品化できそうなアイテムが多く登場したが、玩具展開を行わなかったという珍しいケースとなった。コゲどんぼ曰く「元々半年というアニメであり、玩具などは作らない方針だった」（自身のブログのコメントより）とのことだが実際、放送期間が半年でも玩具展開を行ったアニメは多数存在する。

### 備考
アニメ雑誌「アニメディア」（学研）の2007年1月号の「アニメ化して欲しい原作作品ランキング」に8位にランクインしたことがある。